# NGC 4323
NGC 4323 ist eine linsenförmige Zwerggalaxie vom Hubble-Typ SB0 im Sternbild Haar der Berenike am Nordsternhimmel. Sie ist schätzungsweise 79 Millionen Lichtjahre von der Milchstraße entfernt und hat einen Durchmesser von etwa 25.000 Lichtjahren. Die Galaxie wird unter der Katalognummer VVC 608 als Teil des Virgo-Galaxienhaufens gelistet.

Im selben Himmelsareal befinden sich u. a. die Galaxien Messier 100, NGC 4312, NGC 4322, IC 783.
Das Objekt wurde im Jahr 1882 von Wilhelm Tempel entdeckt.